# Intel 80287

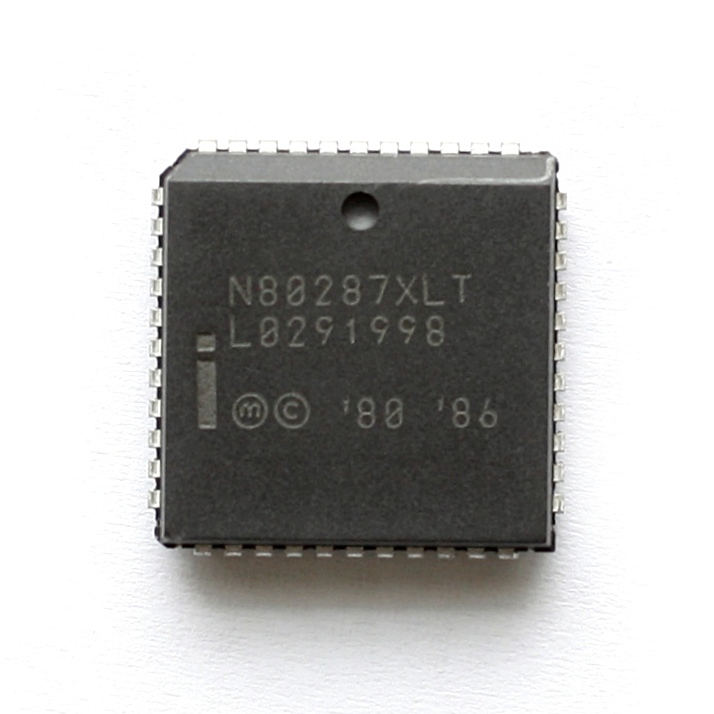
puce 80287XLT

La puce Intel 80287 est un coprocesseur mathématique destiné (usage classique) aux ordinateurs équipés de processeur Intel 80286. Il existe plusieurs versions du coprocesseur dont les fréquences de fonctionnement vont de 5 MHz à 10 MHz.
- Brochage : 40 pins.
- Tension d'utilisation : 5V
- Puissance dégagée : 3W

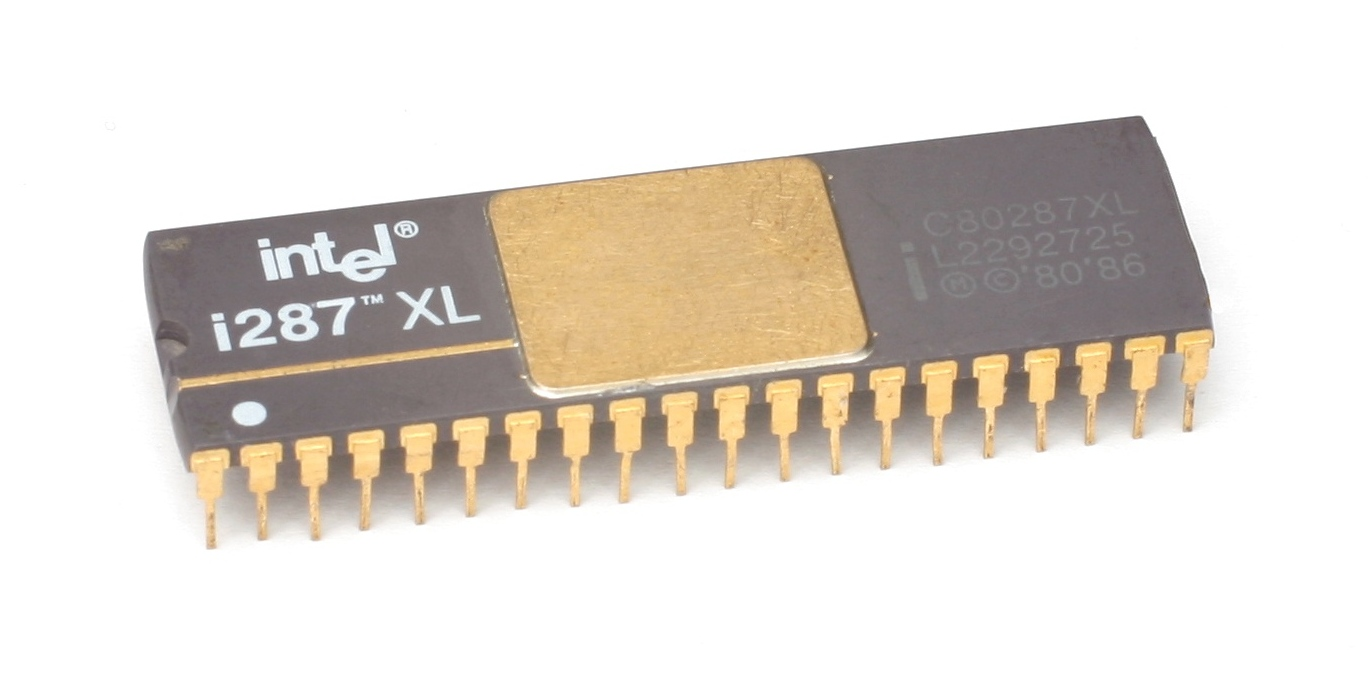
i80287XL